# M197
L'M197 è un cannone rotativo da 20 mm azionato elettricamente attualmente prodotto dalla General Dynamics Armament Systems, è in pratica una versione semplificata dell'M61 Vulcan con solo tre canne ed una cadenza molto inferiore per limitare le vibrazioni all'elicottero o aereo su cui è installato, usa le stesse munizioni dell'M61 Vulcan.
Lo sviluppo dell'M197 iniziò nel 1967 dopo avere constatato durante la guerra del Vietnam che l'M134 Minigun da 7,62 mm aveva una potenza troppo limitata per gli elicotteri d'attacco.
L'M197 venne installato in una torretta sotto al muso sull'AH1-J Cobra dell'USMC entrato in servizio nel 1971, in seguito è stato adottato per tutte le versioni successive del Cobra, incluse l'AH-1W e AH-1Z attualmente in servizio nell'USMC ed in diverse nazioni.
Sul Cobra l'M197 ha settecento proiettili ed una cadenza di 730 (+/- 50) colpi al minuto, in genere si sparano raffiche di cento colpi lasciando passare alcuni minuti tra una raffica e l'altra per raffreddare il cannone.
Il cannone è molto affidabile, ma, poiché l'alimentazione dei proiettili causa spesso inceppamenti cui non è ancora stato trovato rimedio, gli equipaggi sono addestrati in tecniche per ridurre il rischio di inceppamenti.
L'M197 era impiegato anche su alcuni UH-1D installato su perni alle aperture laterali dell'elicottero, il puntamento era manuale.
L'M197 è impiegato anche sull'AgustaWestland AW129 CBT, installato in una torretta sotto al muso.
L'M197 venne installato in una torretta M97 ventrale sul North American YOV-10D Bronco nell'ambito del programma NOGS, ma non venne adottato per la produzione di serie.
- GPU-2/A

Il GPU-2/A è un pod contenente un cannone M197 con trecento proiettili, il motore elettrico per azionarlo ed una batteria ricaricabile al Ni-Cd per alimentare il motore con carica sufficiente ad esaurire tre volte il carico di proiettili prima della sostituzione.
Il GPU-2/A caricato con trecento proiettili pesa 267 kg.
La cadenza del cannone è selezionabile a 700 oppure 1.500 colpi al minuto.
Il GPU-2/A era un'arma molto usata dai Bronco durante la guerra del Vietnam per missioni antiguerriglia, veniva installato al pilone ventrale, in genere abbinato a pod Minigun e lanciarazzi agli attacchi laterali.